# Sinolestes editus
Sinolestes editus is een libellensoort uit de familie van de Synlestidae, onderorde juffers (Zygoptera).
De wetenschappelijke naam van de soort is voor het eerst geldig gepubliceerd in 1930 als Sinolestes truncata door Needham.